# Região vinícola de Champanhe

Zonas vitivinícolas na região de Champanhe.

A região vinícola de Champanhe, no nordeste da França, é mais conhecida pela produção de champanhe, o vinho branco espumante que leva o nome da região. A legislação da União Europeia e as leis da maioria dos países reservam o termo "champanhe" exclusivamente para os vinhos provenientes dessa região localizada a cerca de 160 quilômetros a leste de Paris. Os limites vitivinícolas de Champanhe são legalmente definidos e divididos em cinco distritos produtores de vinho dentro da província histórica: Aube, Côte des Blancs [en], Côte de Sézanne [en], Montagne de Reims [en] e Vallée de la Marne [en]. As cidades de Reims e Épernay são os centros comerciais da região. Reims é famosa por sua catedral, local da coroação dos reis franceses e Patrimônio Mundial da UNESCO.
Localizada no extremo norte da França, a história da região vinícola de Champanhe teve um papel significativo no desenvolvimento desse terroir exclusivo. A proximidade da área com Paris promoveu o sucesso econômico da região em seu comércio de vinhos, mas também colocou os vilarejos e os vinhedos no caminho dos exércitos que marchavam em direção à capital francesa. Apesar da frequência desses conflitos militares, a região desenvolveu uma reputação de produção de vinho de qualidade no início da Idade Média e conseguiu manter essa reputação quando os produtores da região começaram a produzir vinho espumante com o advento das grandes casas de champanhe nos séculos XVII e XVIII. As principais uvas cultivadas na região incluem Chardonnay, Pinot noir e Pinot Meunier. A Pinot noir é a uva mais amplamente plantada na região de Aube e cresce muito bem na Montagne de Reims. A Pinot Meunier é a uva dominante na região de Vallée de la Marne. A região de Côte des Blancs se dedica quase que exclusivamente à Chardonnay.
A paisagem única e calcária da região vinícola de Champanhe e o sistema agroindustrial resultante levaram ao desenvolvimento de vinhos espumantes, como o champanhe, no século XVII. Como resultado, muitos dos locais de produção e casas de vinho da região foram inscritos na Lista do Patrimônio Mundial da UNESCO em 2015, como parte do local de encostas, casas e caves de Champanhe.

## Geografia e clima

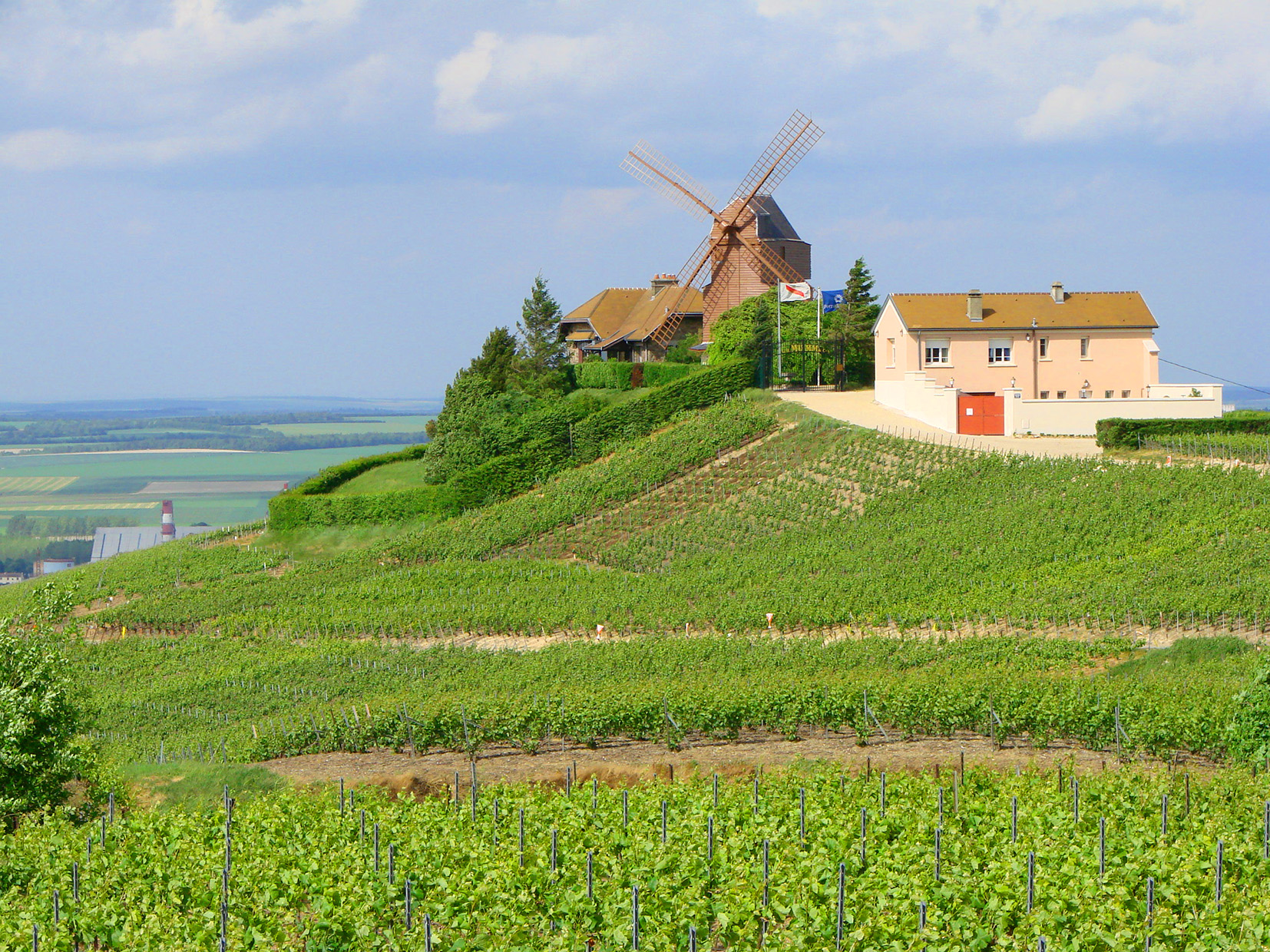
Vinhedos de champanhe em Verzenay, na sub-região de Montagne de Reims.

A província de Champanhe está localizada perto do limite norte do vinhedo, ao longo do paralelo 49 N. A alta latitude e a temperatura média anual de 10 °C criam um ambiente difícil para o amadurecimento completo das uvas para vinho. O amadurecimento é auxiliado pela presença de florestas que ajudam a estabilizar as temperaturas e a manter a umidade no solo. As temperaturas frias servem para produzir altos níveis de acidez na uva resultante, o que é ideal para o vinho espumante.
Durante a estação de crescimento, a temperatura média em julho é de 18 °C. A precipitação média anual é de 630 mm, com 45 mm caindo durante o mês da colheita, em setembro. Durante todo o ano, os produtores devem estar atentos aos riscos de doenças fúngicas e geadas no início da primavera.
Os antigos oceanos deixaram para trás depósitos de giz no subsolo quando recuaram há 70 milhões de anos. Os terremotos que abalaram a região há mais de 10 milhões de anos empurraram os sedimentos marinhos dos fósseis de belemnita para a superfície, criando o terreno de giz de belemnita. A belemnita no solo permite que ele absorva o calor do sol e o libere gradualmente durante a noite, além de proporcionar uma boa drenagem. Esse solo contribui para a leveza e a delicadeza que são características do vinho de Champanhe. A área de Aube é uma exceção, com solo predominantemente argiloso. O giz também é usado na construção de adegas subterrâneas que podem manter os vinhos frescos durante o processo de maturação na garrafa.

## História

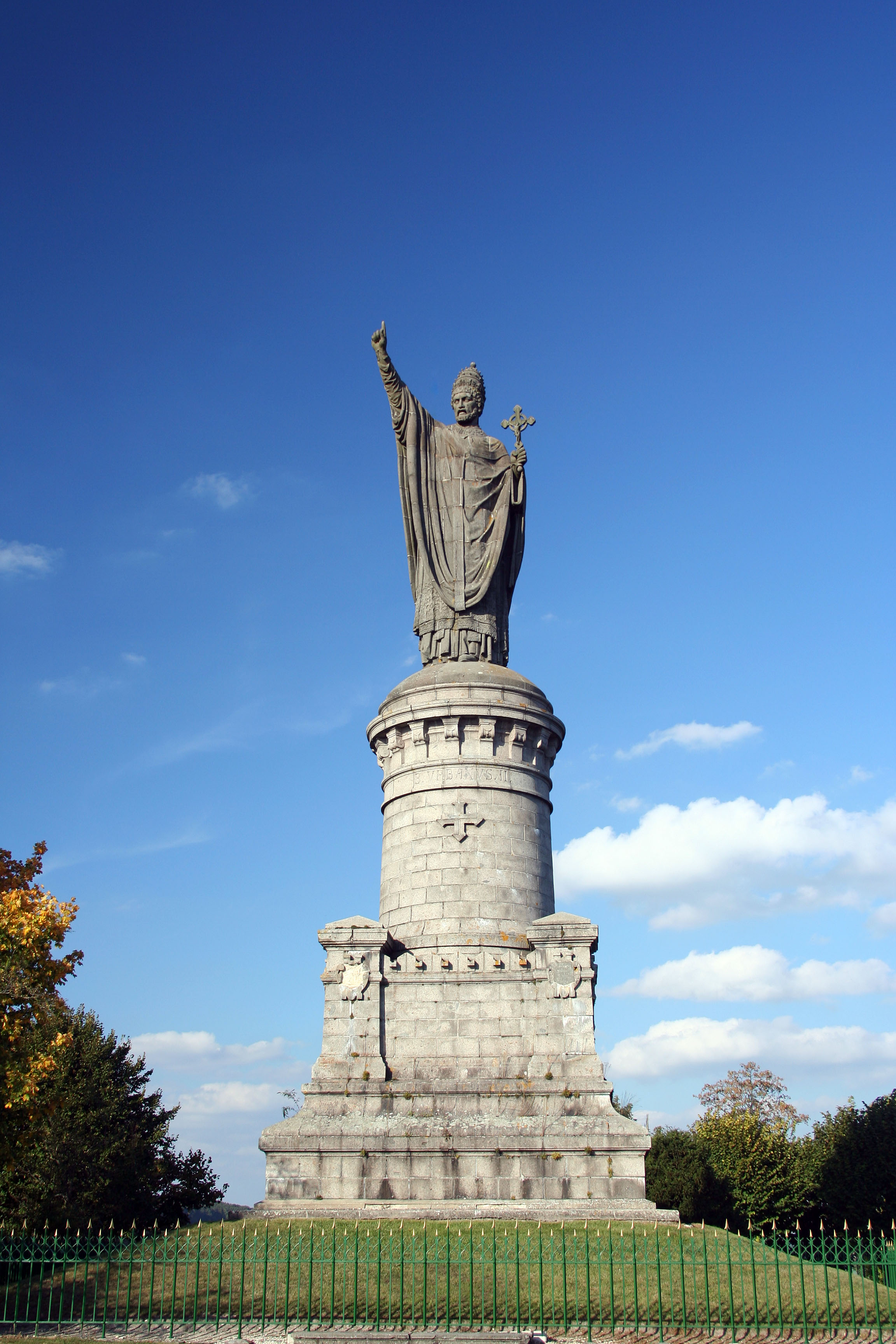
Estátua do Papa Urbano II em Champanhe.

O reinado carolíngio registrou períodos de prosperidade para a região de Champanhe, começando com o incentivo de Carlos Magno para que a área começasse a plantar videiras e continuando com a coroação de seu filho Luís I, o Piedoso, em Reims. A tradição de coroar reis em Reims contribuiu para a reputação dos vinhos provenientes dessa área. Os Condes de Champanhe governaram a área como um condado independente de 950 a 1316. Em 1314, o último conde de Champanhe assumiu o trono como rei Luís X da França e a região passou a fazer parte dos territórios da Coroa.

### Conflitos militares
A localização de Champanhe desempenhou um papel importante em sua proeminência histórica, pois serviu como uma "encruzilhada" para rotas militares e comerciais. Isso também tornou a área aberta à devastação e à destruição durante os conflitos militares que eram frequentemente travados na região. Em 451 d.C., perto de Châlons-en-Champagne, Átila e os hunos foram derrotados por uma aliança de legiões romanas, francos e visigodos. Essa derrota foi um ponto de virada na invasão dos hunos na Europa.
Durante a Guerra dos Cem Anos, a terra foi repetidamente devastada por batalhas. A Abadia de Hautvillers, incluindo seus vinhedos, foi destruída em 1560 durante a Guerra Religiosa entre huguenotes e católicos. Em seguida, houve conflitos durante a Guerra dos Trinta Anos e a Guerra Civil de Fronda, em que soldados e mercenários ocuparam a área. Foi somente na década de 1660, durante o reinado de Luís XIV, que a região teve paz suficiente para permitir avanços na produção de vinho espumante.

### História da produção de vinho

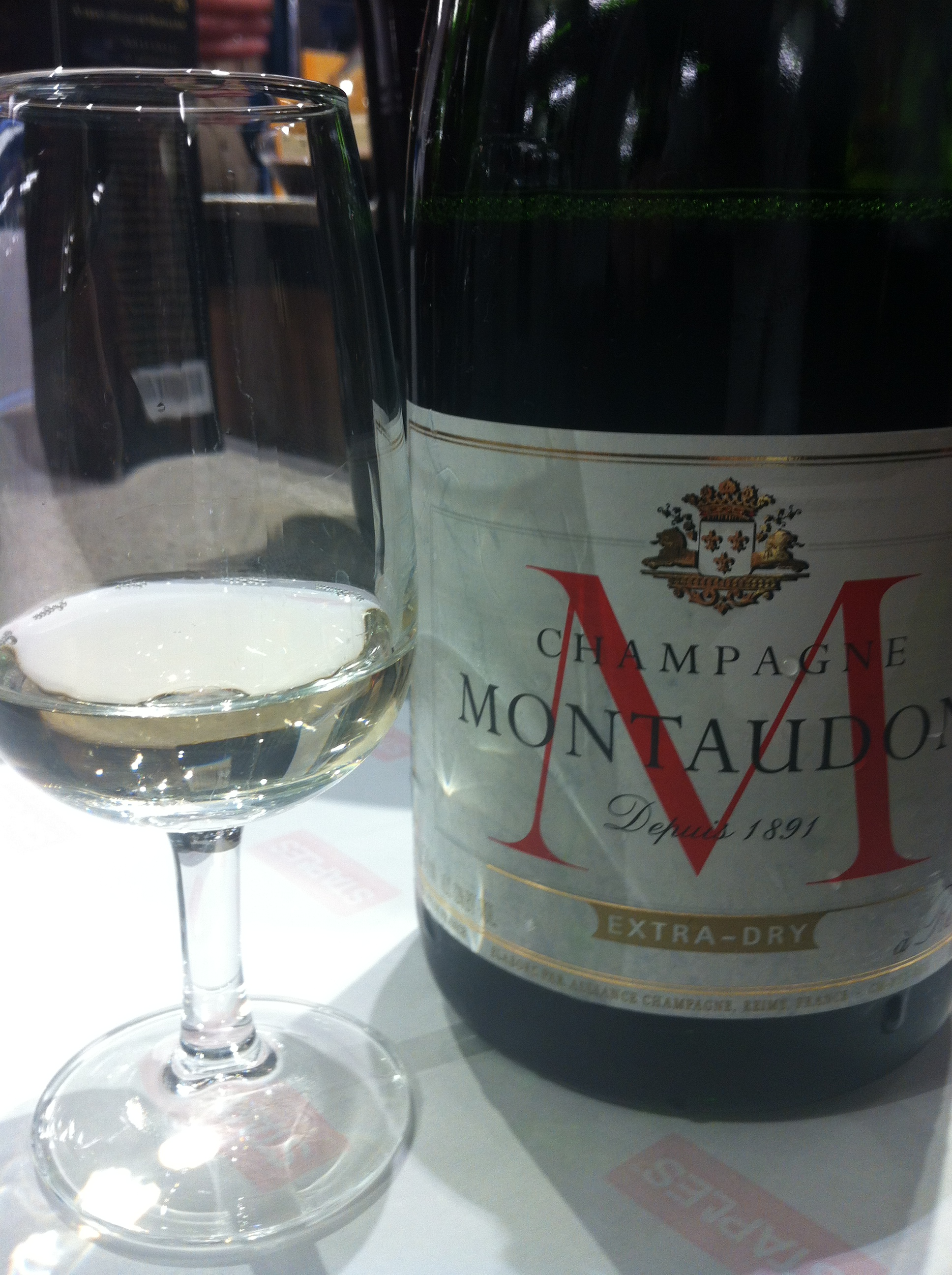
Vinho de Champanhe.

A reputação da região na produção de vinhos remonta à Idade Média, quando o Papa Urbano II (governou de 1088 a 1099 d.C.), um nativo de Champanhe, declarou que o vinho de Aÿ, no departamento de Marne, era o melhor vinho produzido no mundo. Durante algum tempo, o termo "Aÿ" foi usado como uma designação abreviada para os vinhos de toda a região de Champanhe, semelhante ao uso de "Beaune" para os vinhos da Borgonha. A obra La Bataille des Vins [en], do poeta Henry d'Andeli [en], classificou os vinhos das cidades de Épernay, Hautvillers e Reims como alguns dos melhores da Europa. À medida que a reputação da região crescia, os papas e a realeza procuravam possuir partes da terra, com o Papa Leão X, Francisco I da França, Carlos V da Espanha e Henrique VIII da Inglaterra, todos proprietários de terras com vinhedos na região. Um lote de vinho de Aÿ recebido em 1518 pelo chanceler de Henrique VIII, o cardeal Tomás Wolsey, é o primeiro registro de exportação de vinho da região de Champanhe para a Inglaterra.
Os vinhos da região eram altamente valorizados em Paris sob a designação de vins de la rivière e vins de la montagne - vinhos do rio e vinhos da montanha, em referência ao terreno arborizado e ao rio Marne, que levava os vinhos até o rio Sena e Paris. A região competia com a Borgonha pelo comércio de vinhos do Condado de Flandres e tentava capitalizar a localização de Reims ao longo da rota comercial de Beaune. No século XV, a uva Pinot noir foi plantada em grande escala na área. O vinho tinto resultante tinha dificuldade de se comparar à riqueza e à coloração dos vinhos da Borgonha, apesar da adição de bagas de sabugueiro para fortalecer a cor. Isso levou a um foco maior nos vinhos brancos.
A Gosset [en] foi fundada como produtora de vinhos em 1584 e é a mais antiga casa de vinho de Champanhe ainda em operação. A Ruinart [en] foi fundada em 1729 e logo foi seguida pela Chanoine Frères [en] (1730), Taittinger [en] (1734), Moët & Chandon (1743) e Veuve Clicquot (1772).
O século XIX viu um crescimento explosivo na produção de vinhos na região de Champanhe, passando de uma produção regional de 300.000 garrafas por ano em 1800 para 20 milhões de garrafas em 1850.

#### Rivalidade com a Borgonha
Uma forte influência na produção de vinho de Champanhe foi a rivalidade secular entre a região e a região de Borgonha. Do principal mercado de Paris ao palácio de Luís XIV da França em Versalhes, os defensores de Champanhe e Borgonha competiam pelo domínio. Durante a maior parte de sua vida, Luís XIV bebia apenas vinho de Champanhe, com o apoio de seu médico Antoine d'Aquin [en], que defendia que o rei bebesse vinhos dessa região em todas as refeições para o benefício de sua saúde. À medida que o rei envelhecia e suas doenças pioravam, médicos concorrentes propunham tratamentos alternativos com vinhos alternativos para aliviar os males do rei. Um desses médicos, Guy-Crescent Fagon, conspirou com uma amante do rei para expulsar d'Aquin e ser nomeado médico real. Fagon rapidamente atribuiu as contínuas doenças do rei ao vinho de Champanhe e ordenou que apenas vinho da Borgonha fosse servido na mesa real.
Esse desenvolvimento teve um efeito cascata em ambas as regiões e nos mercados de Paris. Tanto Champanhe quanto a Borgonha estavam profundamente preocupadas com a reputação de "saudável" de seus vinhos, chegando ao ponto de pagar estudantes de medicina para escreverem teses divulgando os benefícios de seus vinhos para a saúde. Essas teses eram então usadas como panfletos publicitários enviados a comerciantes e clientes. A Faculdade de Medicina de Reims publicou vários artigos para refutar a afirmação de Fagon de que o vinho da Borgonha era mais saudável que o Champanhe. Em resposta, os produtores de vinho da Borgonha contrataram o médico Jean-Baptiste de Salins, reitor da Escola de Medicina de Beaune, para falar em um auditório lotado na Faculdade de Medicina de Paris. Salins falou favoravelmente sobre a cor forte e a natureza robusta do vinho da Borgonha e o comparou com a cor vermelha pálida do vinho de Champanhe e a "instabilidade" do vinho para viajar longas distâncias e as falhas das bolhas de quando ocorria a fermentação secundária. O texto de seu discurso foi publicado em jornais e panfletos em toda a França e teve um efeito prejudicial sobre as vendas dos vinhos de Champanhe.
A guerra de palavras continuaria por mais 130 anos, com comentários de médicos, poetas, dramaturgos e autores, todos defendendo sua região favorita e suas polêmicas sendo reproduzidas em anúncios em favor dos vinhos de Borgonha ou de Champanhe. Em algumas ocasiões, as duas regiões estiveram à beira de uma guerra civil. Um ponto de virada ocorreu quando vários fabricantes de vinho de Champanhe abandonaram os esforços para produzir vinho tinto e se concentraram em aproveitar a natureza efervescente do vinho espumante da região. À medida que as bolhas se tornaram mais populares, os médicos de toda a França e da Europa comentaram sobre os benefícios para a saúde das bolhas espumantes que, segundo se dizia, curavam a malária. À medida que mais vinicultores de Champanhe embarcavam nesse estilo de vinho novo e completamente diferente, a rivalidade com a Borgonha se suavizou e acabou diminuindo.

## Classificações e regulamentações de vinhedos

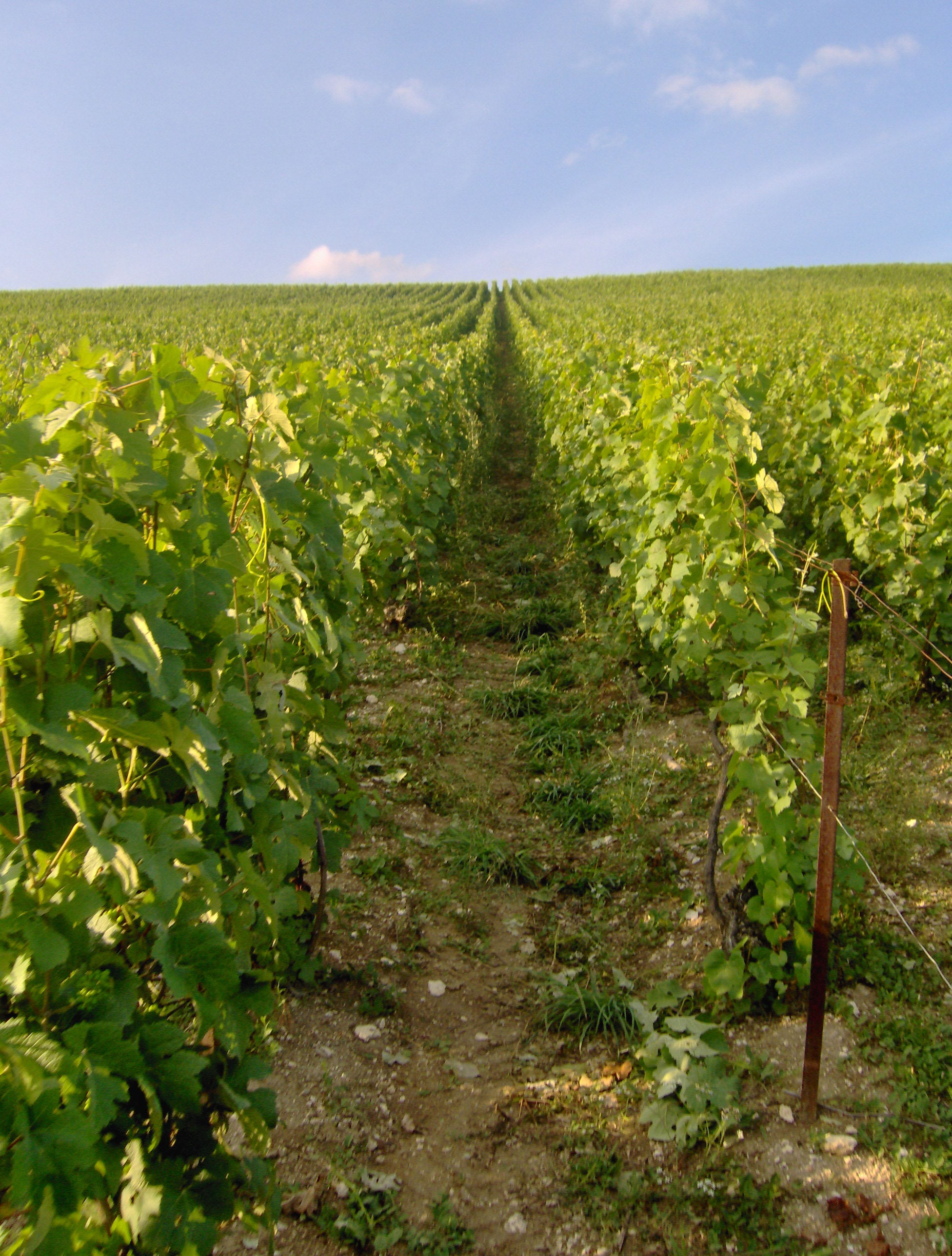
Vinhedo em Champanhe.

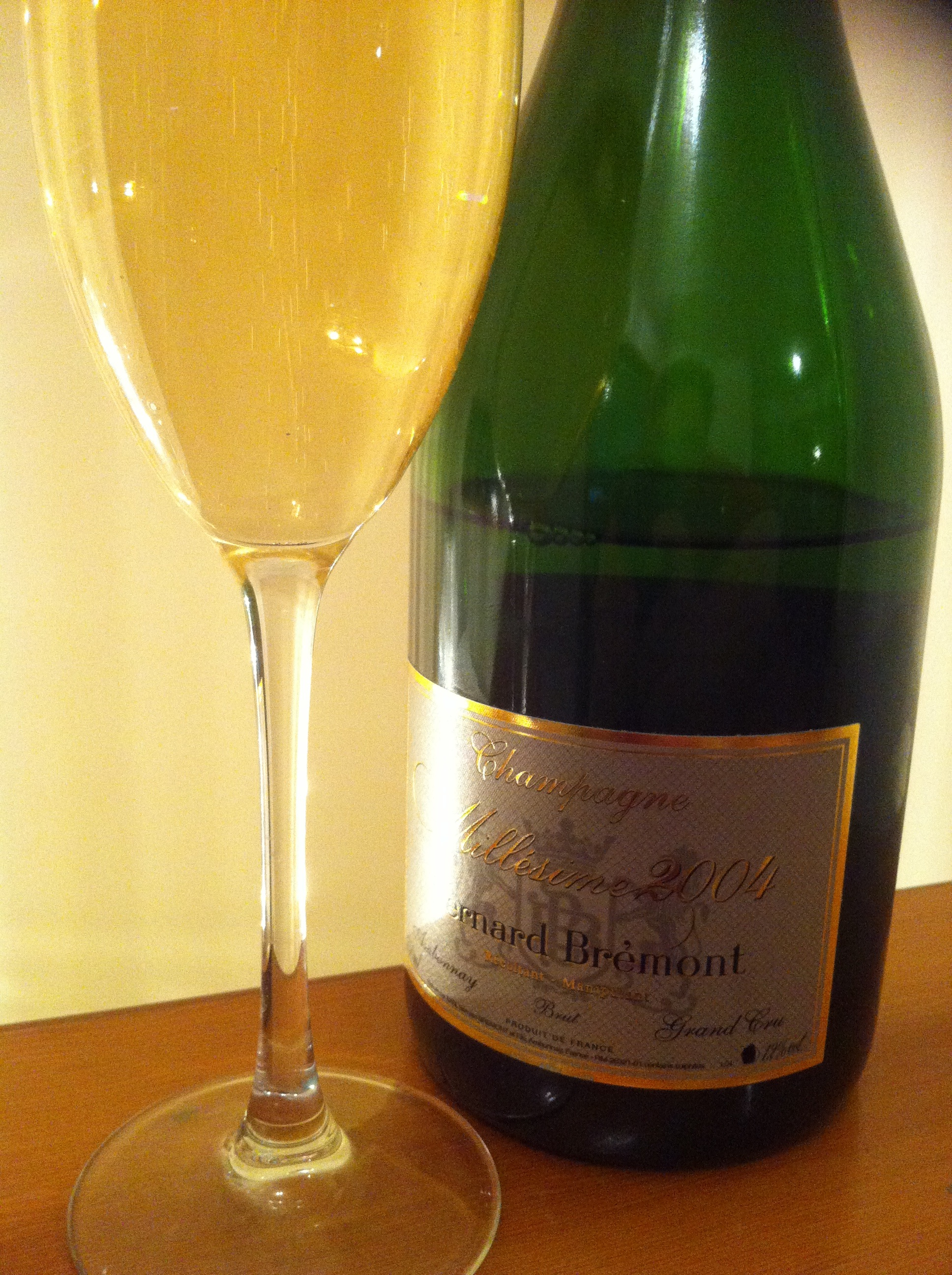
Champanhe Grand Cru do vilarejo de Ambonnay.

Em 1927, as fronteiras vitivinícolas de Champanhe foram legalmente definidas e divididas em cinco distritos produtores de vinho: Aube, Côte des Blancs [en], Côte de Sézanne [en], Montagne de Reims [en] e Vallée de la Marne [en]. Essa área cobria, em 2008, 33.500 hectares de vinhedos em torno de 319 vilarejos que abrigavam 5.000 produtores que produziam seu próprio vinho e 14.000 produtores que apenas vendiam uvas.
Os diferentes distritos produzem uvas de características variadas que são misturadas pelas casas de vinho de Champanhe para criar seus estilos distintos. As uvas Pinot de Montagne de Reims que são plantadas em encostas voltadas para o norte são conhecidas por seus altos níveis de acidez e pela delicadeza que acrescentam à mistura. As uvas plantadas nas encostas voltadas para o sul acrescentam mais força. As uvas de todo o distrito contribuem para o aroma. A abundância de encostas voltadas para o sul no Vallée de la Marne produz os vinhos mais maduros com aroma completo. As uvas de Côte des Blancs são conhecidas por sua delicadeza e pelo frescor que acrescentam às misturas com a extensão da vizinha Côte de Sézanne, que oferece características semelhantes, embora um pouco menos diferenciadas.
Em 1941, o Comitê Interprofissional do Vinho de Champagne [en] (CIVC) foi formado com o objetivo de proteger a reputação e as forças de marketing de Champanhe, além de estabelecer e monitorar os regulamentos para a produção de vinhedos e métodos de vinificação. Champanhe é a única região que tem permissão para excluir a Appellation d'Origine Contrôlée de seus rótulos.
Para cada safra, o CIVC classificou os vilarejos da área com base na qualidade de suas uvas e vinhedos. A classificação era então usada para determinar o preço e a porcentagem do preço que os produtores recebiam. Os vinhedos classificados como Grand Cru recebiam 100% de classificação, o que dava ao produtor o direito a 100% do preço. Os vinhedos Premier Cru eram vinhedos com classificações de 90-99%, enquanto os vinhedos Deuxième Cru recebiam classificações de 80-89%. De acordo com as regras da denominação de origem, cerca de 4.000 quilos de uvas podem ser prensados para criar até 673 galões de suco. Os primeiros 541 galões são o cuvée e os 132 galões seguintes são o taille. Antes de 1992, era permitido um segundo taille de 44 galões. Para o champanhe vintage, 100% das uvas devem ser provenientes do ano da safra, enquanto o vinho não vintage é uma mistura de safras. Para o vinho vintage de Champanhe, 100% das uvas devem ser provenientes do ano da safra, enquanto o vinho não vintage é uma mistura de safras. O vinho vintage deve passar por um mínimo de três anos de envelhecimento. Não há normas sobre o tempo que ele deve passar em suas borras, mas algumas das principais casas de vinho de Champanhe mantêm seus vinhos nas borras por mais de cinco a dez anos. O vinho não vintage deve passar um mínimo de 15 meses envelhecendo, mas apenas um mínimo de 12 meses sobre as borras. A maioria das casas de vinho de Champanhe mantém seus vinhos sobre as borras durante todo o período de envelhecimento porque é mais caro engarrafar o vinho antes de envelhecê-lo, em vez de engarrafar e enviar o produto em uma única etapa no final do processo de fermentação e envelhecimento.

### Revisão da região de Champanhe

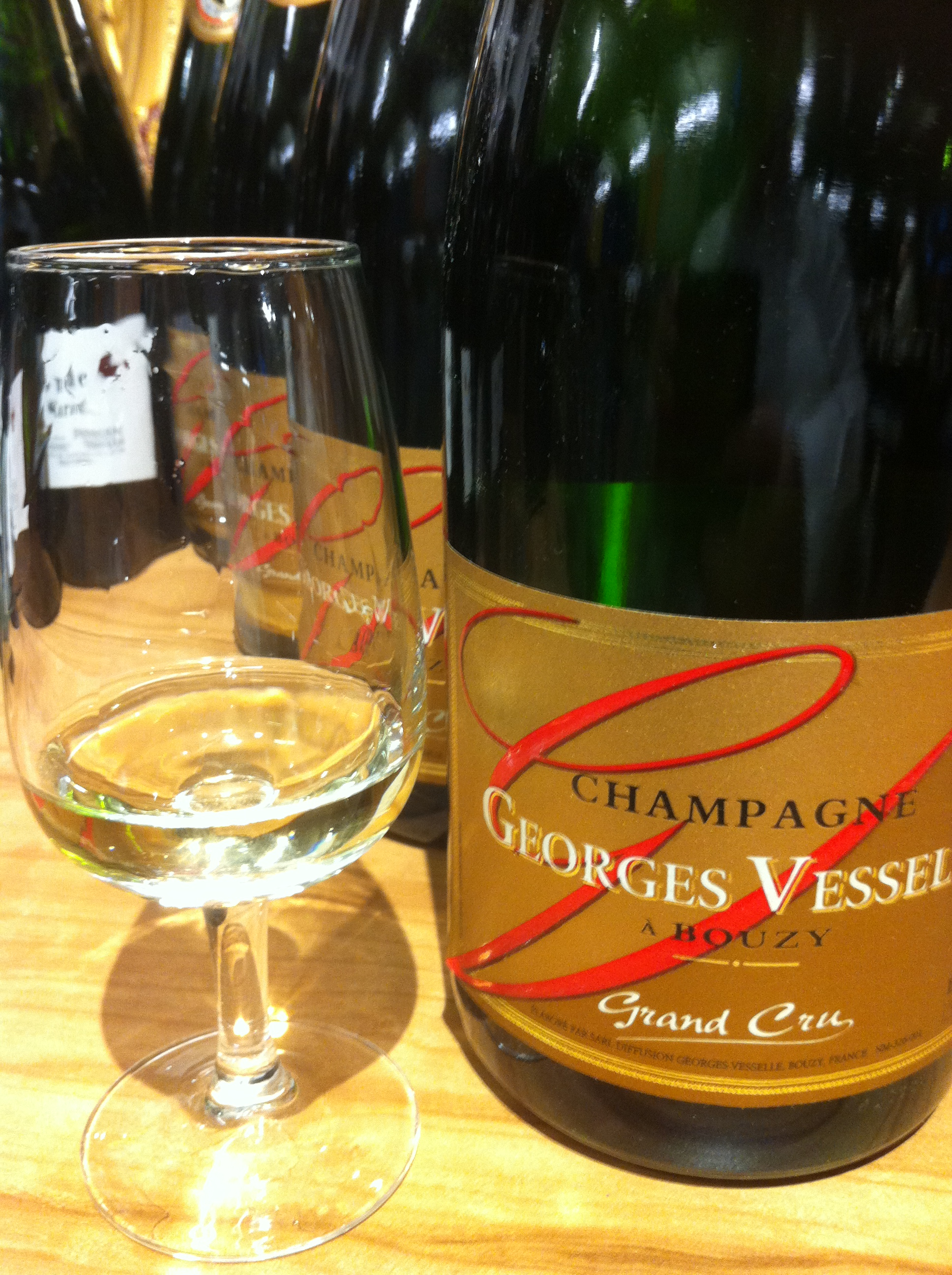
Champanhe Grand Cru da vilarejo de Bouzy.

A demanda mundial por champanhe tem aumentado continuamente durante a década de 1990 e no início dos anos 2000. Em 1999, foi estabelecido um recorde de remessa mundial de champanhe (incluindo o consumo doméstico francês) de 327 milhões de garrafas, em antecipação às comemorações do fim do milênio, e um novo recorde foi estabelecido em 2007, com 338,7 milhões de garrafas. Como toda a área de vinhedos autorizada pelos regulamentos da AOC de 1927 está sendo cultivada, várias maneiras de expandir a produção foram consideradas. O rendimento permitido foi aumentado (para um máximo de 15.500 kg por hectare durante um período experimental de 2007 a 2011) e a possibilidade de revisar a região de produção foi examinada.
Após uma extensa análise das condições dos vinhedos dentro e ao redor da atual região de Champanhe, o INAO [en] apresentou uma proposta de revisão da região em 14 de março de 2008. A proposta foi preparada por um grupo de cinco especialistas em história, geografia, geologia, fitossociologia e agronomia, trabalhando desde 2005. A proposta significa expandir a região para abranger vinhedos em 357 vilarejos, em vez de 319. Isso deve ser alcançado com a adição de vinhedos em 40 vilarejos e, ao mesmo tempo, com a remoção de 2 vilarejos no departamento de Marne que foram incluídos nos regulamentos de 1927, Germaine e Orbais-l'Abbaye.
Os 40 novos vilarejos de Champanhe propostos estão localizados em 4 departamentos:
- 22 em Marne: Baslieux-les-Fismes, Blacy, Boissy-le-Repos, Bouvancourt, Breuil-sur-Vesle, Bussy-le-Repos, Champfleury, Courlandon, Courcy, Courdemanges, Fismes, Huiron, La Ville-sous-Orbais, Le Thoult-Trosnay, Loivre, Montmirail, Mont-sur-Courville, Péas, Romain, Saint-Loup, Soulanges e Ventelay.

- 15 em Aube: Arrelles, Balnot-la-Grange, Bossancourt, Bouilly, Étourvy, Fontvannes, Javernant, Laines-aux-Bois, Macey, Messon, Prugny, Saint-Germain-l'Épine, Souligny, Torvilliers e Villery.

- 2 em Haute-Marne: Champcourt e Harricourt.

- 1 em Aisne: Marchais-en-Brie.

A proposta do INAO deveria estar sujeita a revisão antes de ser transformada em lei e foi imediatamente questionada em vários comentários públicos. O prefeito de um dos vilarejos a serem retirados da lista, Germaine, entrou imediatamente com recurso contra a proposta do INAO, com a possibilidade de recursos adicionais por parte dos proprietários de vinhedos. Esperava-se que o processo de revisão inicial fosse concluído no início de 2009. Isso seria seguido por outra revisão das parcelas específicas que seriam adicionadas ou excluídas da denominação de origem. As primeiras plantações de vinhedos eram esperadas por volta de 2015, com seu produto sendo comercializado por volta de 2021. Entretanto, esperava-se que o preço das terras que poderiam ser usadas para a produção de champanhe aumentasse imediatamente de 5.000 para 1 milhão de euros por hectare.
Embora alguns críticos temessem que a revisão da região de Champanhe tivesse como objetivo expandir a produção independentemente da qualidade, o escritor britânico de vinhos e especialista na região de Champanhe, Tom Stevenson [en], apontou que as adições propostas constituíam uma consolidação e não uma expansão. Os vilarejos em discussão estavam situados em lacunas dentro do perímetro das regiões de Champanhe existentes, e não fora dele.
Em 2019, a expansão ainda não havia ocorrido, com uma decisão final prevista para 2023 ou 2024.

## Produção de outras bebidas
Embora domine totalmente a produção da região, o champanhe espumante não é o único produto feito com as uvas da região. Os vinhos não espumantes, como os produzidos em torno do vilarejo de Bouzy, são vendidos sob o rótulo de denominação Coteaux Champenois [en]. Há também uma denominação de vinho rosé na região, Rosé des Riceys [en]. A mistela regional é chamada de Ratafia [en]. Como o lucro da produção de champanhe espumante a partir das uvas da região é agora muito maior, a produção desses vinhos não espumantes e vinhos fortificados é muito pequena.
O bagaço da prensagem da uva é usado para fazer a bagaceira e, nesse caso, a produção não compete com a de champanhe, pois o bagaço é um subproduto da produção de vinho.

## Tradições
O fim da colheita em Champanhe é marcado por uma celebração conhecida como la Fête du Cochelet. Em Reims, "St Jean é o patrono da equipe da adega e daqueles envolvidos em trabalhos relacionados a Champanhe".